# Qa-hedyet
Qa hedyet, posible faraón de la Dinastía III de Egipto, c. 2636 a. C..  
Este rey, cuyo nombre significa corona Blanca, símbolo real del Alto Egipto, es mencionado en una estela que se custodia en el Museo del Louvre (E 25982). 
Su reinado debió transcurrir entre los de Neferkara y Huny. 

## Otras hipótesis
- Varios egiptólogos estiman que podría ser el Nombre de Horus de Huny (Kahl, Wildung).
- Algunos estudiosos opinan que podría ser Nebkara o Neferkara que se citan en las listas Reales de Saqqara y Abidos.

## Titulatura
| Titulatura | Jeroglífico | Transliteración (transcripción) - traducción - (referencias) |

| G5 |

| G5 |

| N29 | S1 |

| N29 | S1 |

| N29 | S1 |

| N29 | S1 |

| G5 |

| G5 |

| N29 | S1 |

| N29 | S1 |

| N29 | S1 |

| N29 | S1 |